# Balke kyrka
Balke kyrka (norska: Balke kirke) är en kyrkobyggnad i Østre Totens kommun i Innlandet fylke i Norge. Kyrkan ligger nordöst om tätorten Skreia, nära Totenvika i insjön Mjøsa. Den är en medeltida, enskeppig stenkyrka från omkring 1170 som genomgick en tämligen omfattande ombyggnad på 1700- och 1800-talen, då den bland annat fick nytt takverk samt nya takryttare och fönsteröppningar. Interiören restaurerades delvis 1967. Kyrkan har 290 sittplatser.
I Oslo universitets samlingar finns ett medeltida krucifix och sju helgonfigurer som ska ha tillhört Balke kyrka.